# Stefano Bonaccini
Stefano Bonaccini (Campogalliano, 1º gennaio 1967) è un politico italiano, presidente della Regione Emilia-Romagna dal 22 dicembre 2014 al 12 luglio 2024, presidente del Partito Democratico dal 12 marzo 2023 e europarlamentare dal 2024.
Ha iniziato la sua carriera politica nel Partito Comunista Italiano; in seguito si è spostato gradualmente su posizioni socialdemocratiche e riformiste, diventando uno dei principali rappresentanti dell'ala riformista del Partito Democratico.

## Biografia
Nato e cresciuto a Campogalliano, in provincia di Modena, figlio di un camionista e di un'operaia, entrambi iscritti al PCI, è sposato con Sandra Notari, piccola imprenditrice modenese, conosciuta in occasione di un incontro tra il consiglio comunale di Modena, in cui Bonaccini all'epoca ricopriva la carica di assessore, e gli imprenditori cittadini, con la quale ha avuto due figlie: Maria Vittoria e Virginia.

## Carriera politica

### Primi passi
Dopo essersi diplomato al liceo scientifico, s'accosta alla politica sul finire degli anni 1980 militando nei locali movimenti per la pace. Nel 1990, in seno al PCI, viene nominato assessore alle politiche giovanili, alla cultura, allo sport e al tempo libero del comune di nascita.
Dal 1993 al 1995 è segretario provinciale della Sinistra giovanile, l'organizzazione giovanile del Partito Democratico della Sinistra (PDS) prima e dei Democratici di Sinistra dopo.
Nel 1995 viene eletto segretario comunale della sezione modenese del PDS, dal 1999 al 2006 ricopre la carica di assessore al comune di Modena con delega ai lavori pubblici, al patrimonio culturale e al centro storico. Dal 2005 è coordinatore della scuola di formazione politica "PensarEuropeo".
Nel 2007 aderisce al neonato Partito Democratico e viene eletto segretario provinciale della sezione modenese del PD che ha contribuito a fondare.
Alle elezioni amministrative del 2009 diventa consigliere comunale a Modena e mantiene l'incarico fino al 10 maggio 2010. Nello stesso anno alle elezioni primarie del PD sostiene la mozione di Pier Luigi Bersani e viene eletto segretario regionale del Partito Democratico in Emilia-Romagna, quale espressione locale della "mozione Bersani", prevalendo sui contendenti Mariangela Bastico e Thomas Casadei, aderenti rispettivamente alla "mozione Franceschini" e "mozione Marino".

### Consigliere regionale dell'Emilia-Romagna

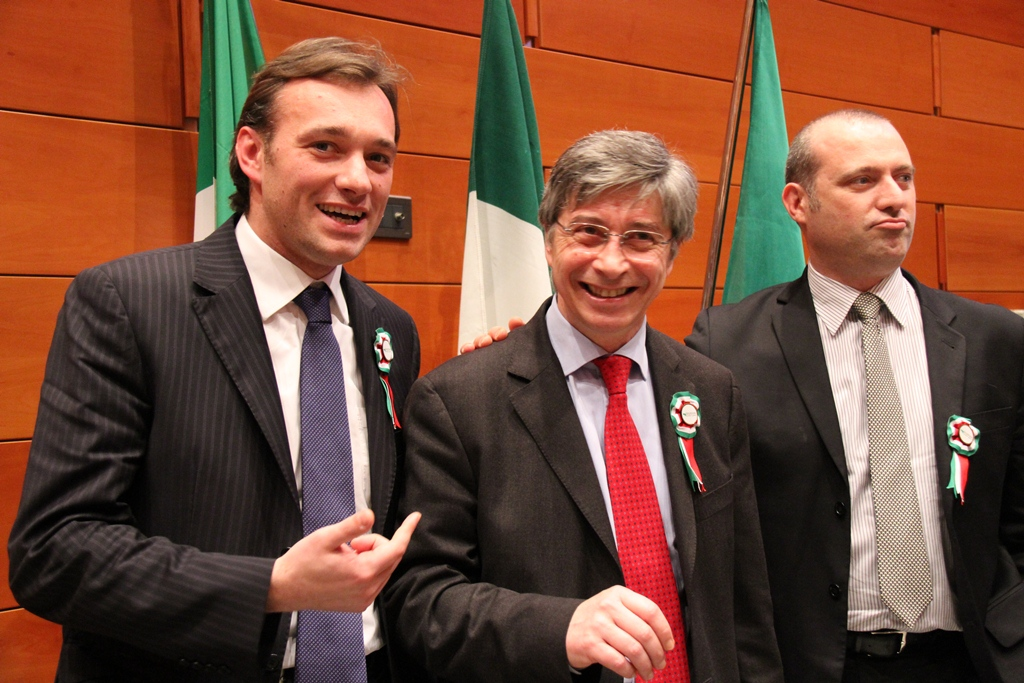
Bonaccini di fianco al presidente dell'Assemblea legislativa Matteo Richetti e il Presidente della Regione Vasco Errani nel 2011

Alle elezioni regionali in Emilia-Romagna del 2010 si candida nel collegio regionale del centro-sinistra, a sostegno della mozione del presidente uscente Vasco Errani, risultando eletto consigliere regionale nell'Assemblea legislativa dell'Emilia-Romagna. Durante la legislatura diventa uno dei più stretti consiglieri del presidente della Regione in carica Errani, il che lo fa considerare tra le scelte più ovvie per la successione di quest'ultimo.
Dopo aver sostenuto apertamente la mozione di Pier Luigi Bersani contro quella di Matteo Renzi, allora sindaco di Firenze, alle primarie della coalizione Italia. Bene Comune del 2012, diventa però sostenitore e coordinatore della campagna elettorale di Renzi in occasione delle primarie del PD dell'anno seguente, che lo vedranno prevalere con un ampio margine di voti (il 67,55%) rispetto a Gianni Cuperlo (18,21%) e Giuseppe Civati (14,24%).
Ai primi di ottobre durante l'Assemblea provinciale del Partito Democratico, si rende disponibile a correre come sindaco nel Comune di Modena.
Dopo la vittoria di Renzi alle primarie e la sua elezione a segretario del PD, il 10 dicembre 2013 viene nominato da quest'ultimo responsabile degli enti locali nella segreteria nazionale del PD.

### Presidente della Regione Emilia-Romagna

#### Corsa alla presidenza della Regione

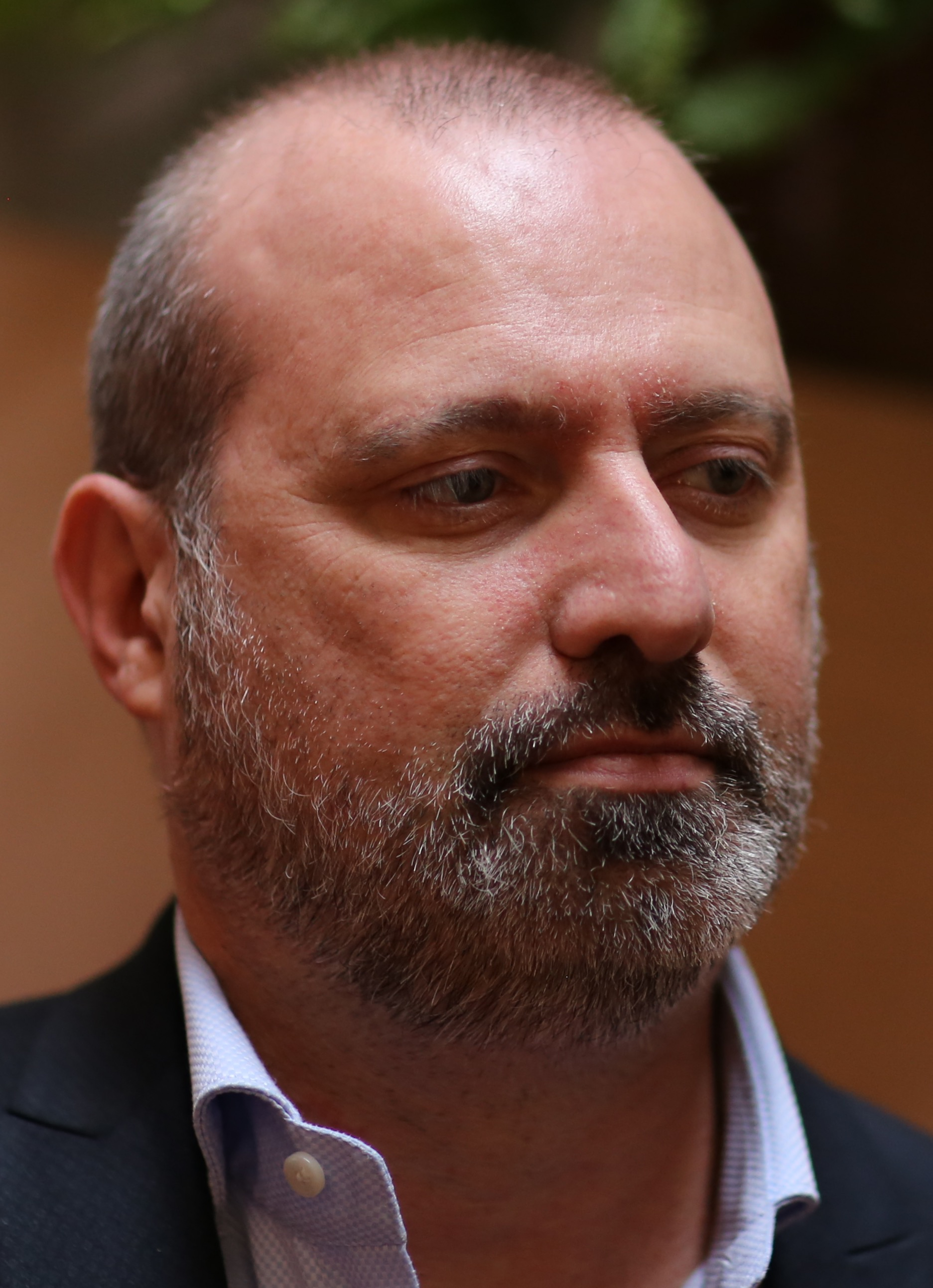
Stefano Bonaccini nel 2016

A seguito della convocazione anticipata delle elezioni regionali in Emilia-Romagna per il 23 novembre del 2014, dovuta alle dimissioni dello storico presidente Vasco Errani, indagato nel processo Terremerse (da cui uscirà assolto), Bonaccini decide di correre alle primarie del centro-sinistra per la scelta del candidato a presidente della regione, contro il deputato ed ex presidente dell'Assemblea legislativa dell'Emilia-Romagna Richetti e l'ex sindaco di Forlì Balzani. Il 9 settembre Richetti si ritira a sorpresa, a causa della diffusione della notizia dell'indagine per peculato a suo carico. Anche a Bonaccini la procura della Repubblica contesta il reato di peculato nell'inchiesta "spese pazze", per cui vengono meno i presupposti per le primarie e si converge su un unico candidato forte. Bonaccini ribadisce la correttezza del suo operato e ottiene di poter chiarire subito la sua posizione in procura, la quale, dopo averlo ascoltato, chiede l'archiviazione del procedimento. Immediatamente dopo torna a correre per le primarie e il 27 settembre le vince contro Roberto Balzani, ottenendo il 60,9% dei voti, pur con un'affluenza di appena 58 000 votanti (meno dei soli iscritti al PD in tutta la regione).
Alla tornata elettorale del successivo 23 novembre (la votazione regionale emiliana con la più bassa affluenza di sempre, essendosi recato alle urne solo il 37% degli aventi diritto) Bonaccini viene eletto presidente dell'Emilia-Romagna con il 49% dei voti, sconfiggendo i candidati del centro-destra Alan Fabbri e del Movimento 5 Stelle Giulia Gibertoni.

#### Primo mandato

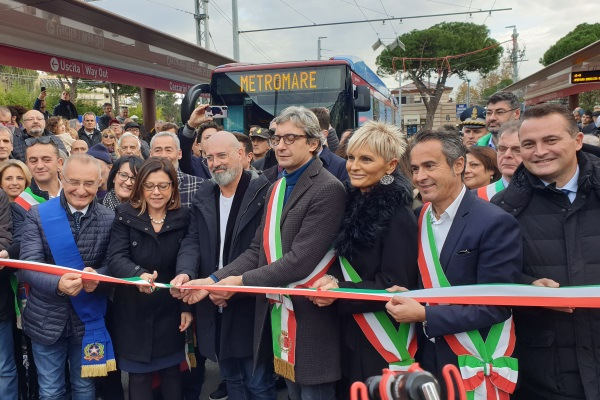
Bonaccini all'inaugurazione della Metromare di Rimini, con il suo sindaco Andrea Gnassi e il ministro delle infrastrutture e dei trasporti Paola De Micheli nel 2019

Dal 2014 il suo governo regionale ha accorciato le liste di attesa per gli esami medici e ha aperto molte "case della salute" per la medicina di prossimità. L'Emilia-Romagna è stata la prima regione ad abolire il cosiddetto superticket e ha avviato una drastica riduzione delle tariffe per i nidi.
Il 20 luglio 2015 Bonaccini ha firmato il cosiddetto "Patto per il lavoro", un accordo tra governo regionale, sindacati e imprenditori, per rilanciare l'occupazione. In quasi cinque anni il Patto ha stanziato più di 22 miliardi di euro.
Il 17 dicembre 2015 Bonaccini è diventato presidente della Conferenza delle Regioni e delle Province autonome, organismo di coordinamento politico e di confronto fra i presidenti delle giunte regionali e delle province autonome, in sostituzione del piemontese Chiamparino. In questo ruolo ha collaborato con tutti i governi nazionali che si sono succeduti da Renzi in poi. Nel 2017 è diventato il primo esponente politico italiano ad essere nominato presidente del CEMR, il Consiglio delle città e delle regioni d’Europa, organismo che rappresenta oltre centomila autorità locali e regionali europee.
Nel 2017 e nel 2018 il governo Bonaccini ha attuato una politica volta ad aumentare l'autonomia politica e fiscale dell'Emilia-Romagna. A tal proposito, Bonaccini ha dichiarato che l'obiettivo dell'autonomia è quello di affrontare al meglio le sfide e i cambiamenti per l'Emilia-Romagna in termini di investimenti e di efficacia di servizi e procedure, pur rimanendo nel rispetto della Costituzione e dell'unità nazionale.

#### Secondo mandato

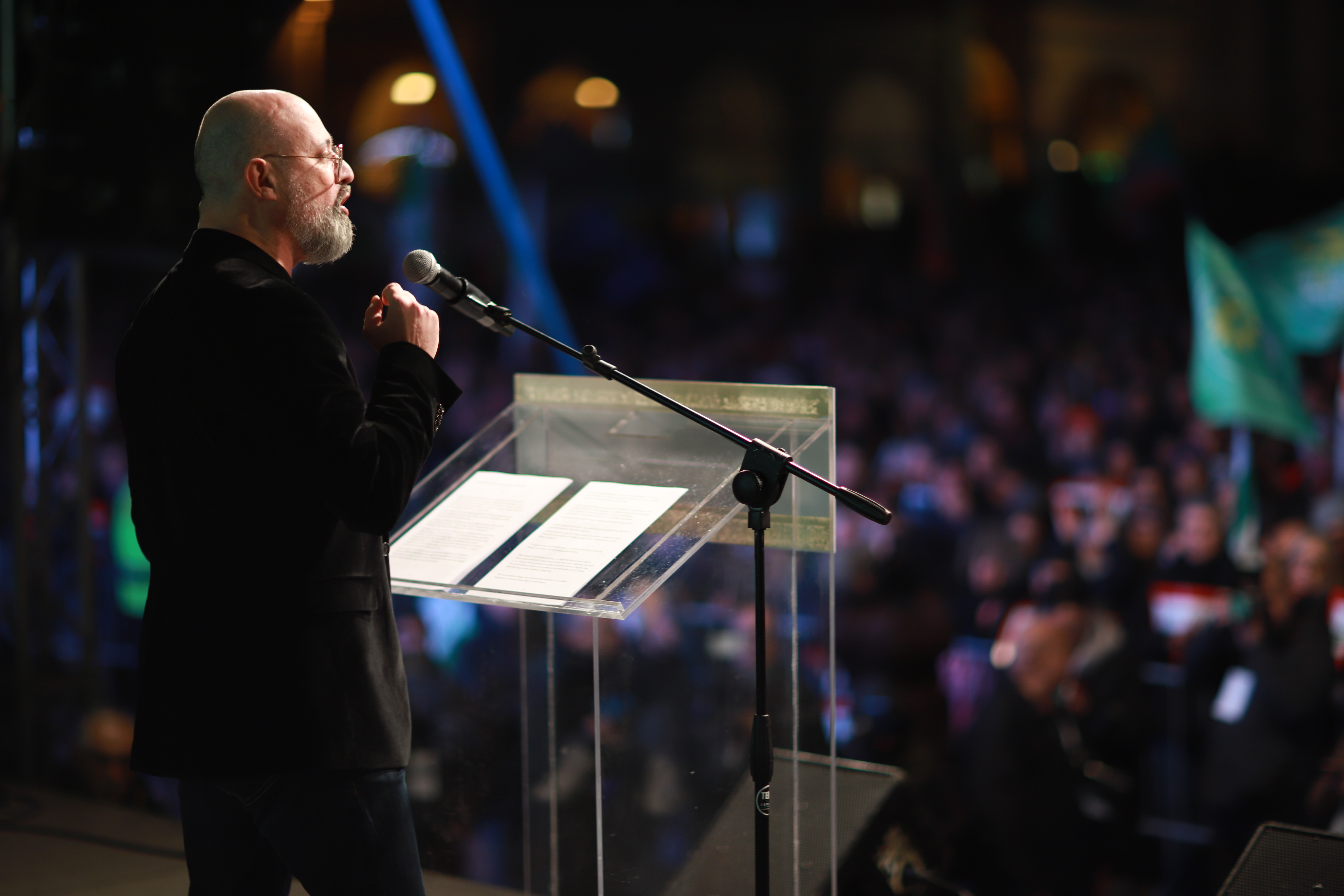
Bonaccini durante un comizio elettorale a Bologna nel fine 2019

Alla scadenza del primo mandato, nel 2019, Bonaccini si ricandida a presidente della regione, sostenuto nuovamente dalla coalizione di centro-sinistra, formata, oltreché dal suo partito, da Liberi e Uguali, Europa Verde, +Europa e la lista civica "Bonaccini Presidente". Durante la campagna elettorale, dove il suo principale avversario era la candidata del centro-destra Lucia Borgonzoni, senatrice ed ex sottosegretario ai beni e le attività culturali leghista nel governo Conte I, Bonaccini rivendica i risultati raggiunti dalla sua amministrazione (tra cui il "Patto per il lavoro" del 2015) e propone quattro punti prioritari riassunti nello slogan "Un passo avanti": creare asili gratuiti per tutti i bambini nella regione, abbattere le liste di attesa per interventi sanitari e tempi di accesso al pronto soccorso, effettuare interventi di manutenzione preventiva e messa in sicurezza del territorio regionale e ridurre il fenomeno dei NEET.
Nonostante l'Emilia-Romagna sia storicamente una regione "rossa", in quanto in tutto il secondo dopoguerra ha sempre avuto governi regionali legati al centro-sinistra, il rafforzarsi delle destre sovraniste rende l'esito delle elezioni regionali del 2020 tutt'altro che scontato. La campagna elettorale della Borgonzoni è caratterizzata da una massiccia presenza del leader leghista Matteo Salvini, il quale auspica che l'eventuale vittoria elettorale della propria coalizione in Emilia-Romagna abbia come conseguenza la caduta del governo in carica, il Conte II, che vede le destre all'opposizione. L'operato di Salvini porta alla nascita del movimento delle sardine, un movimento di attivismo politico di centro-sinistra che organizza una serie di manifestazioni pacifiche per protestare contro l'ondata sovranista e contro la retorica politica di Salvini.
Alle regionali del 26 gennaio del 2020 Bonaccini viene riconfermato per un secondo mandato, ottenendo il 51,4% dei voti contro il 43,6% di Borgonzoni. Ad agosto Bonaccini annuncia il suo voto favorevole al referendum sulla riduzione del numero dei parlamentari legato alla riforma avviata dal governo Conte I e concluso dal governo Conte II, affermando che «è da 30 anni che il centrosinistra propone di ridurre il numero dei parlamentari».

#### Pandemia di COVID-19

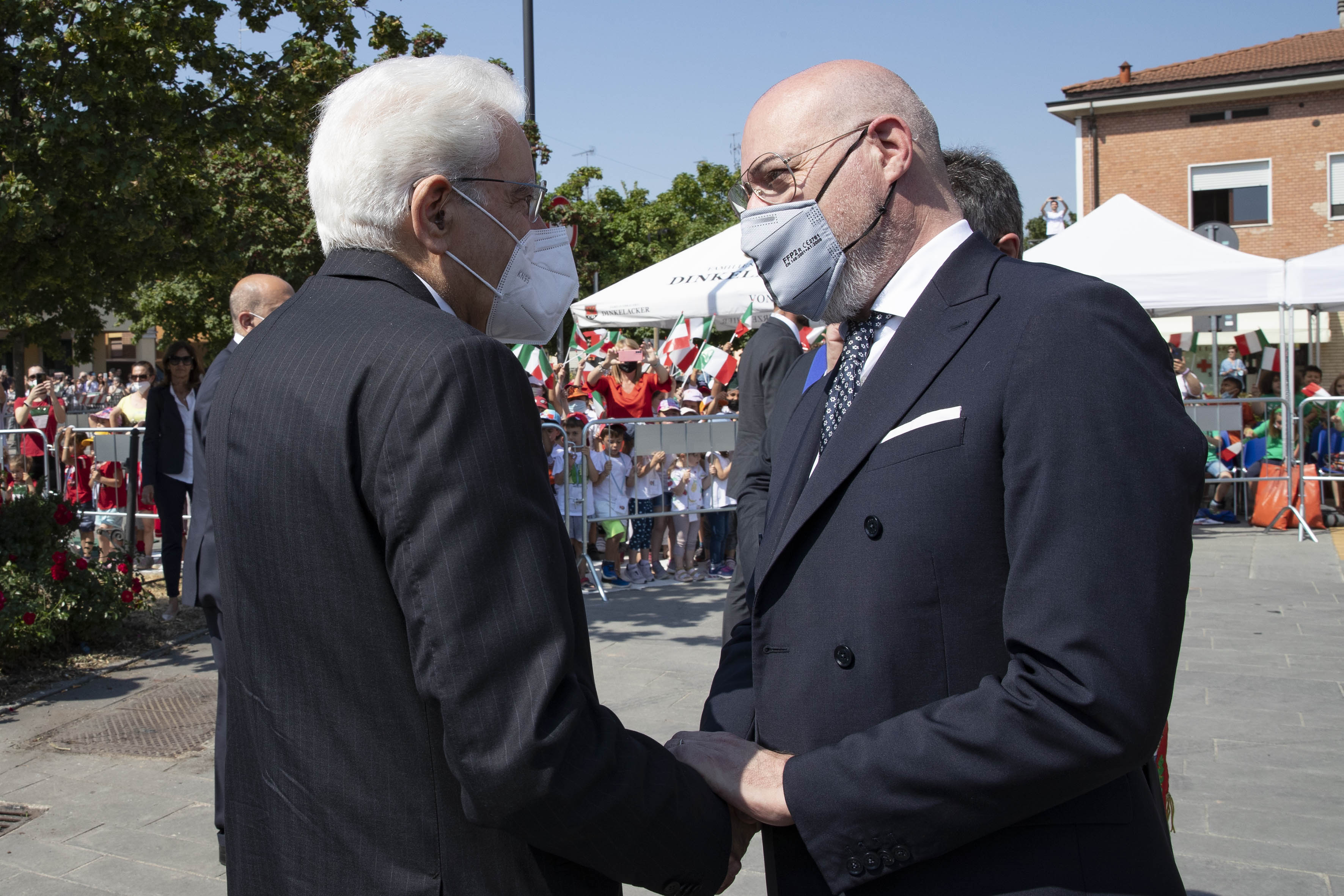
Stefano Bonaccini che accoglie il Presidente della Repubblica Sergio Mattarella nel 2022

Il 4 marzo 2020, quando l'assessore regionale alla salute Raffaele Donini risulta positivo al COVID-19, Bonaccini nomina Sergio Venturi, ex assessore regionale alla salute, come commissario straordinario per l'emergenza. Fra il 16 marzo e il 3 aprile 2020, durante il periodo di vigenza delle misure di confinamento nazionali, l'amministrazione regionale dispone una quarantena rafforzata nel comune di Medicina a causa dell'alto numero dei contagi. Il 5 aprile 2021 Bonaccini riceve un pacco di scherno con un messaggio polemico sulla pandemia.

### Candidato alla segreteria e presidenza del PD

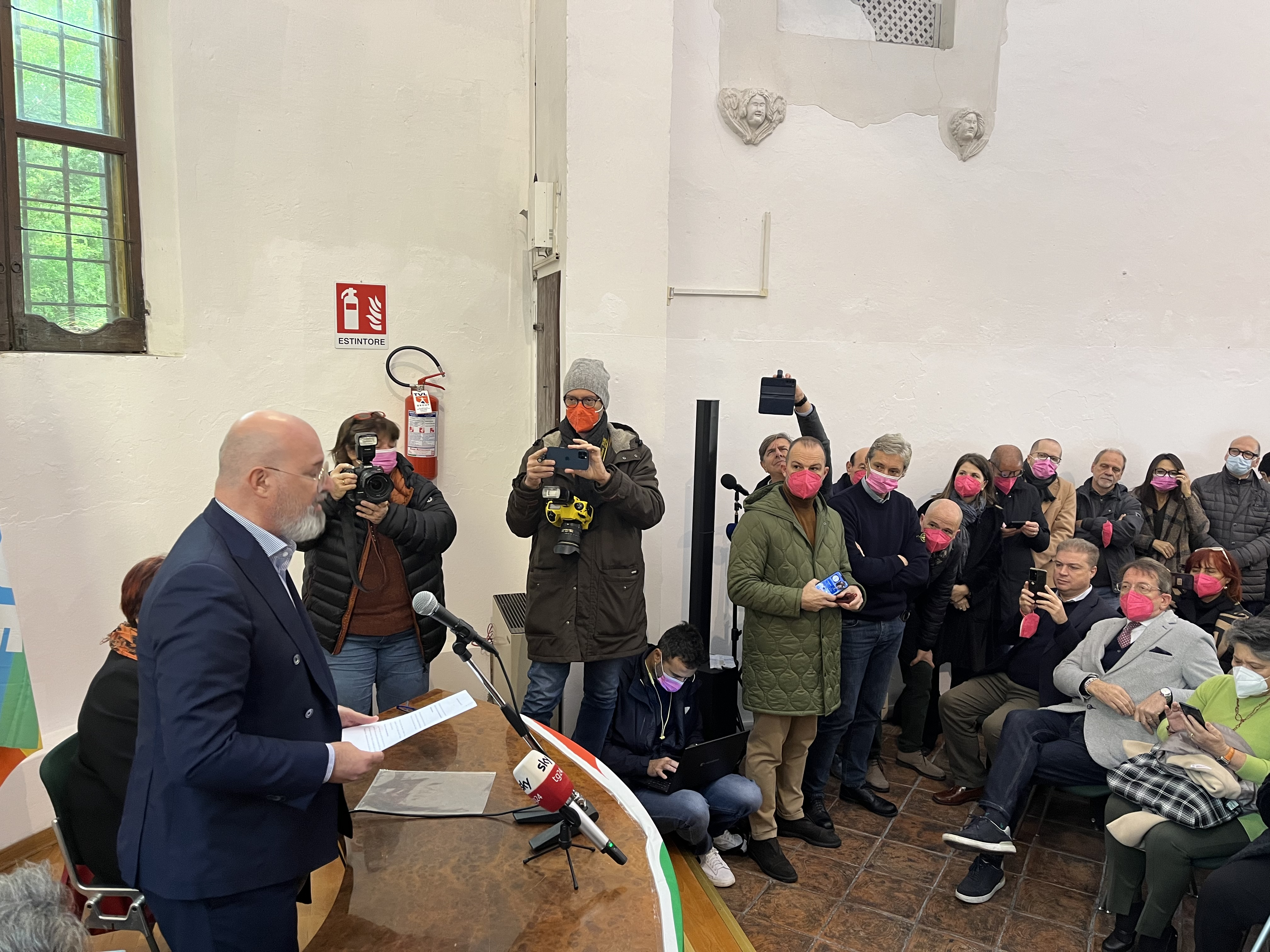
Bonaccini annuncia la sua candidatura come segretario del Partito Democratico

Il 20 novembre 2022, dopo diversi tentennamenti, Bonaccini annuncia l'intenzione di candidarsi come nuovo segretario del PD alle prossime primarie. La candidatura viene appoggiata da "Base riformista", la corrente capeggiata da Lorenzo Guerini e Luca Lotti, dai "Giovani turchi" di Matteo Orfini, da "RiforDem" di Paolo Gentiloni, da "Volare" di Tommaso Nannicini e Graziano Delrio, da alcuni "Lettiani" come Marco Meloni e Anna Ascani e da "Iniziativa Democratica" di Piero Fassino (nata appositamente per sostenere Bonaccini). Alle diverse correnti si aggiungono vari sindaci PD come Giorgio Gori (Bergamo), Antonio Decaro (Bari), Valeria Mancinelli (Ancona), Matteo Ricci (Pesaro), Jamil Sadegholvaad (Rimini), Katia Tarasconi (Piacenza), Stefano Lo Russo (Torino) e Dario Nardella (Firenze), oltre al capodelegazione del PD al Parlamento europeo Brando Benifei e i presidenti di regione PD Vincenzo De Luca (Campania), Michele Emiliano (Puglia) ed Eugenio Giani (Toscana).
Il 28 dicembre 2022 annuncia il tandem con Pina Picierno, vicepresidente del Parlamento europeo, come vicesegretaria del PD.
Nel voto fra gli iscritti al partito raccoglie 79.787 voti, pari al 52,87%, e risulta il primo fra i candidati, qualificandosi per le primarie aperte del 26 febbraio successivo, nelle quali la sua principale sfidante risulterà la deputata del PD Elly Schlein, sua vicepresidente della regione dal 2020 al 2022, fermatasi a 52.637 voti (il 34,88%). In vista delle primarie aperte ottiene anche l'appoggio di Paola De Micheli, candidata arrivata 4ª nel voto fra gli iscritti, e di chi aveva sostenuto nel voto fra gli iscritti la mozione di Gianni Cuperlo (arrivato 3ª), come l'ex sindaco di Torino ed ex presidente del Piemonte Sergio Chiamparino e l'ex senatore e capogruppo PD al Senato Luigi Zanda.
Alle primarie aperte del 26 febbraio 2023, ritenuto favorito, viene a sorpresa sconfitto, ottenendo il 46,20% dei voti contro il 53,80% di Schlein. Il 10 marzo la neo-segretaria Schlein lo propone alla presidenza del PD, ove Bonaccini viene eletto il 12 marzo dall'Assemblea nazionale del partito.

### Elezione al Parlamento europeo
Il 20 aprile 2024, la segretaria del PD, Elly Schlein, ufficializza la candidatura di Bonaccini alle elezioni europee di giugno, come capolista del PD nella circoscrizione nord-orientale. Il presidente del partito risulta quindi eletto con oltre 390.000 preferenze.
Dopo averle annunciate il 26 giugno 2024, il 12 luglio rassegna le proprie dimissioni da presidente di regione, carica incompatibile con quella di europarlamentare. Gli succede la vicepresidente Irene Priolo, come presidente facente funzioni, che guiderà la Regione fino alla fine della legislatura convocando elezioni anticipate.

## Vicende giudiziarie
Il 29 novembre 2013, al termine del procedimento con rito abbreviato dinanzi al GUP, è assolto dall'accusa di abuso d'ufficio (in parte già prescritto), reato ipotizzato dalla procura di Modena a carico di Bonaccini (all'epoca dei fatti assessore) e di altri politici e dirigenti comunali modenesi coinvolti nella cosiddetta inchiesta "Chioscopoli" sulla gestione di un chiosco nel parco cittadino "Ferrari".
Il 9 settembre 2014, su richiesta formulata ex articolo 335 c.p.p., risulta indagato per peculato nell'ambito dell'inchiesta sulle cosiddette "spese pazze" dei gruppi consiliari emiliano-romagnoli. In relazione agli addebiti contestati (circa 4.000 euro di rimborsi chilometrici e buoni pasto) fornisce dichiarazioni spontanee dinanzi ai magistrati inquirenti. Il 24 settembre la procura della Repubblica di Bologna chiede l'archiviazione del procedimento. Al momento delle elezioni tuttavia il giudice per le indagini preliminari non si era ancora espresso sulla richiesta di archiviazione. Il 4 febbraio 2015 il GIP accoglie la richiesta della procura di archiviare definitivamente la posizione di Bonaccini.

## Opere
- La destra si può battere: dall'Emilia-Romagna all'Italia, idee per un Paese migliore, Milano, Edizioni Piemme, 2020, ISBN 9788856677065, SBN RAV2109679.
- Il virus si deve battere: la nostra sfida alla pandemia, Milano, Edizioni Piemme, 2020, ISBN 9788858524473.
- Il Paese che vogliamo, Milano, Edizioni Piemme, 2021, ISBN 9788856681307.